# Пренаселеност
Пренаселеност или свръхнаселение е вид демографски проблем, който се характеризира с прекалено голямо население в даден географски регион по отношение на средствата на съществуване (недостатъчни ресурси за поддържане на хигиеничната норма на живота) или прекалено голямо население спрямо търсенето на работна ръка. Промени в стандарта на живота могат да премахнат статута на пренаселеност на даден географски регион без голямо намаляване на населението.
Терминът пренаселеност може да се отнася до връзката между световното население и средата му – Земята или до по-малки географски региони като държави. Свръхнаселението може да е резултат от повишена раждаемост, намаляване на смъртността, увеличение в имиграцията или неустойчива околна среда и изчерпване на ресурсите. Възможно е рядко населени райони да се пренаселят, ако районът има оскъдна или несъществуваща способност да издържа живот (например пустиня). Защитници на умереното население цитират проблеми като качество на живот, капацитет на средата и риск от глад като основа за идеи за намаляване на населението. Учени предполагат, че човешкото въздействие върху околната среда като резултат от свръхнаселение, прахосническа консумация и разпространение на технологията са подтикнали планетата към нова геоложка епоха, позната като антропоцен.

## Общ преглед
Човешкото население се увеличава постоянно от края на Черната смърт около 1350 г., въпреки че най-значителното увеличение настъпва след 1950-те години, основно поради напредъка в медицината и увеличението в селскостопанското производство. Скоростта на растежа на населението намалява от 1980-те години, но общият брой продължава да расте. Увеличаващата се скорост в няколко държави, които преди са претърпявали бавно намаляване на населението, също допринася за продължителното нарастване в общ брой. ООН е изразила загриженост относно постоянния растеж на населението в Субсахарска Африка. Последни изследвания сочат, че тази загриженост е добре обоснована. Към 20 ноември 2017 г. населението на земята е оценено на 7,583 милиарда души от бюрото за преброяване на населението на САЩ. Повечето съвременни оценки за носещия капацитет на Земята под съществуващите условия са между 4 и 16 милиарда. В зависимост от използваната оценка, пренаселеността на Земята може вече да е настъпила или да не е. Все пак, скорошното покачване на населението създава загриженост. Населението се очаква да достигне между 8 и 10,5 милиарда души между 2040 и 2050 г. През 2017 г. ООН увеличава средните вариантни проекции до 9,8 милиарда за 2050 г. и 11,2 милиарда за 2100 г.
Скорошното бързо увеличение на човешкото население през последните три столетия събужда опасения, че планетата може да не е способна да издържа настоящия или бъдещия си брой жители. Документът от 1994 г. съставен от учени във връзка със световното свръхнаселение IAP statement on population growth твърди, че много екологични проблеми като нарастващите нива на атмосферен въглероден диоксид, глобалното затопляне и замърсяването се влошават чрез нарастването на населението. Други проблеми свързани с пренаселеността включват повишено търсене на ресурси като прясна вода и храна, глад и недохранване, консумиране на естествени ресурси (като изкопаеми горива) по-бързо отколкото се добиват и влошаване на жизнените условия. Богатите но гъсто населени територии като Великобритания разчитат на внос на храни отвъд морето. Това се усеща тежко по време на световните войни, когато, въпреки инициативите за ефективност на храната като „Dig for victory“ и разпределянето на дажби, Великобритания има нужда да се сражава, за да обезопаси вносните си пътища. Въпреки това, много хора смятат, че отпадъците и прекомерната консумация, особено в по-богатите страни, упражнява по-голямо напрежение върху околната среда, отколкото пренаселеността.
Повечето държави нямат пряка политика за ограничаване скоростта на ражданията, но скоростта все пак спада поради образованието относно семейното планиране и нарастващия достъп до контрол на раждаемостта и контрацепция. Единствено Китай налага ограничения за семейства, имащи повече от едно дете. Извънземни населени места и други технически решения са предложени като начини за смекчаване на пренаселеността в бъдеще.

## История
Загрижеността за пренаселеността е древна тема. Тертулиан е гражданин на Картаген във втори век, когато населението на света е около 190 милиона (едва 3 – 4% от днешното население). Той казва: „Това, което най-често попада в полезрението ни (и случаите на недоволство) е нашето изобилстващо население. Нашият брой е обременителен за света, който трудно може да ни издържа... И много случаи като епидемии, глад, войни и земетресения трябва да се разглеждат като лечение за народите, като начини за подрязване на пищността на човешката раса.“ Преди това Платон, Аристотел и други също повдигат темата.
В историята нарастването на населението обикновено е бавно, въпреки високата раждаемост, поради войни, чума и други болести и висока детска смъртност. През 750-те години преди индустриалната революция световното население расте много бавно, оставайки под 250 милиона.
Към началото на 19 век световното население вече е нараснало до милиард жители и интелектуалци като Томас Малтус предсказват, че човечеството би надраснало наличните ресурси, тъй като ограничено количество земя не може да издържа население с безкраен потенциал за нарастване. Меркантилистите твърдят, че голямото население е вид богатство, което донася по-големи пазари и армии.
През 19 век труда на Малтус често е интерпретиран по начин, хвърлящ вината за състоянието на бедните единствено върху тях самите и помагането им влошава условията в дългосрочен план. Това води до, например, Английските закони за бедните от 1834 г. и до колеблив отговор на глада в Ирландия от 1845 – 52 г.
Според доклад за оценяване на населението от ОН през 2004 г., световното население ще се стабилизира около 2050 г. и ще остане стабилно до около 2300 г. Проучване от 2014 г., публикувано в списание Сайънс, се съмнява в тази проекция, твърдейки че нарастването на населението ще продължи и в следващия век. По-скорошна проекция на ОН предполага, че населението ще продължи да нараства до 15 милиарда до 2100 г.
През 2017 г. над една трета от 50 учени, спечелили Нобелова награда, запитани от списание Times Higher Education, казват, че човешкото свръхнаселение и деградацията на околната среда са двете най-големи заплахи за човечеството. През ноември същата година изявление от 15 364 учени от 184 държави сочи, че бързо нарастващото население е „основна причина за много екологични и социални заплахи“.

## Човешко население

### История на нарастването на населението
Човешкото население е минало през ред периоди на растеж от зората на цивилизацията в холоцен, около 10 000 г. пр.н.е. Началото на цивилизацията грубо съвпада с отдръпващите се ледници след края на последната ледникова епоха. Оценено е, че между 1 – 5 милиона души, прехранващи се чрез лов, населяват Земята в периода преди неолитната революция, когато човешката дейност се сменя от такава на ловци-събирачи към примитивно селско стопанство.
Около 8000 г. пр.н.е., в зората на селското стопанство населението на земята е приблизително 5 милиона. Следващите няколко хилядолетия наблюдават бавно покачване в населението с много бърз растеж, започващ от 1000 г. пр.н.е. и пик между 200 и 300 милиона души през 1 г. пр.н.е.
| 1804 | 1            |
| 1959 | 3            |
| 1974 | 4            |
| 1987 | 5            |
| 1999 | 6            |
| 2011 | 7            |
| 2020 | 7.7 (оценка) |

Юстиниановата чума предизвиква населението на Европа да спадне с около 50% между 541 г. и 8 век. Steady growth resumed in 800 CE. Обаче, растежът отново е прекъснат от чести чуми, най-вече от Черната смърт през 14 век. Смята се, че влиянието на Черната смърт намалява световното население от около 450 милиона на 350 – 375 милиона до 1400 г. Населението на Европа е около 70 милиона през 1340 г., като тези цифри се възстановяват едва 200 години по-късно. Населението на Англия достига до 5,6 милиона през 1650 г. от около 2,6 милиона през 1500 г. Нови култури, донесени от Америка чрез испанските колонизатори през 16 век, допринасят към нарастването на популацията. В други части на света, китайското население при основаването на династията Мин през 1368 г. е близо 60 милиона, като наближава 150 милиона към края на династията през 1644 г. Населението на Америка през 1500 г. може би е било между 50 и 100 милиона.
Срещи между европейски изследователи и населението в останалите части на света често донасят локални епидемии с необичайна вирулентност. Археологически доказателства сочат, че смъртта на около 90% от коренното американско население на Новия свят се дължи на болести от Стария свят като едра шарка, морбили и грип. Европейците донасят непознати болести за коренното население, които нямат имунитет към тези чужди болести.
След началото на индустриалната революция през 18 век, скоростта на растеж на населението започва да се увеличава. Към края на века световното население е оценено на малко под 1 милиард. В началото на 20 век световното население е вече груби 1,6 милиарда. Към 1940 г. тази фигура е вече 2,3 милиарда.
Драстичният растеж, започнал в началото на 1950 г. (над 1,8% годишно), съвпада със значително увеличеното производство на храна в резултат на индустриализацията на селското стопанство, поднесена от Зелената революция. Скоростта на нарастване на човешката популация достига връх през 1964 г. при 2,1% годишно. Например, населението на Индонезия нараства от 97 милиона през 1961 г. до 237,6 милиона през 2010 г., което е увеличение със 145% за 49 години. В Индия населението нараства от 361,1 милиона души през 1951 г. до 1,2 милиарда през 2011 г., което е увеличение с 235% за 60 години.
| Континент                   | Население към 1900 г. |
| --------------------------- | --------------------- |
| Африка                      | 133 милиона           |
| Азия                        | 904 милиона           |
| Европа                      | 408 милиона           |
| Латинска Америка и Карибите | 74 милиона            |
| Северна Америка             | 82 милиона            |

| Континент                   | Проекция на населението към 2050 г. |
| --------------------------- | ----------------------------------- |
| Африка                      | 1.8 милиарда                        |
| Азия                        | 5.3 милиарда                        |
| Европа                      | 628 милиона                         |
| Латинска Америка и Карибите | 809 милиона                         |
| Северна Америка             | 392 милиона                         |

Съществуват опасения, че рязкото покачване на населението в много държави, особено в Субсахарска Африка, което възниква през последните няколко десетилетия, създава проблеми с управлението на земята, естествените ресурси и достъпа до водни запаси.
Населението на Чад, например, се показва от 6 279 921 през 1993 г. до 10 329 208 през 2009 г. Нигер, Уганда, Нигерия, Танзания, Етиопия и ДР Конго наблюдават подобен растеж в населението. Ситуацията е най-остра в западните, централните и източните части на Африка. Бежанци от места като Судан допълнително натежават на ресурсите в съседни страни като Чад и Египет. Чад, също така, приема грубо 255 000 бежанци от региона Дарфур в Судан и около 77 000 бежанци от ЦАР, докато приблизително 188 000 чадци, преместени от собствената си гражданска война и глад, са избягали в Судан, Нигер или Либия.

### Проекции на растеж на населението
Според проекциите, световното население ще продължи да нараства до поне 2050 г., като то ще достигне 9 милиарда към 2040 г., а някои прогнози споменават цифрите 11 милиарда към 2050 г. Към 2100 г. населението може да достигне 15 милиарда. Немският футуролог Валтер Грайлинг прогнозира през 1950-те години, че световното население ще достигне връх от около 9 милиарда през 21 век, след което ще спре да расте, след приспособяване на Третия свят и хигиенизиране на тропиците. През 2000 г. ООН оценява скоростта на растежа на световното население на 1,14% годишно (или около 75 милиона души), а според данни на CIA World Factbook човешката популация на земята се увеличава със 145 всяка минута.
Според доклад на ООН:
- Световното население расте с приблизително 74 милиона души годишно. Сегашните прогнози на ООН поставят населението на 9 милиарда през 2050 г., считайки спад в средния коефициент на плодовитост от 2,5 на 2.[63][64]
- Почти цялото нарастване ще се случи в развиващите се страни, където днешният брой от 5,3 милиарда души се очаква да нарасне до 7,8 милиарда към 2050 г. За сравнение, населението на развитите райони ще остане почти непроменено на 1,2 милиарда. Изключение прави населението на САЩ, което се очаква да нарасне с 44% от 2008 до 2050 г.[65]
- В периода 2000 – 2005 г. средният коефициент на плодовитост е 2,65 деца на жена, което е около половината от коефициента през 1950 – 1955 г. (5 деца на жена). Глобалната плодовитост се счита, че ще спадне до 2,05 деца на жена.
- В периода 2000 – 2050 г. за девет държави се очаква да допринасят за половината растеж на населението по света: Индия, Пакистан,[66] Нигерия, ДР Конго, Бангладеш, Уганда, САЩ, Етиопия и Китай, подредени според размера на приноса си към нарастването на населението. Китай все още би оглавявал този списък, ако не беше политиката за едно дете.
- Глобалната средна продължителност на живота се очаква да продължи да се покачва от 65 години през 2000 – 2005 г. до 75 години през 2045 – 2050 г. В по-развитите региони, проекцията е 82 години към 2050 г. Сред развиващите се страни, където средната продължителност на живота днес е малко под 50 години, тя се очаква на нарасне до 66 години към 2045 – 2050 г.
- Населението на 51 държави се очаква да е по-ниско през 2050 г., отколкото през 2005 г.
- През 2005 – 2050 г. нетният брой на международни мигранти към по-развити региони се очаква да е 98 милиона. Тъй като смъртността се очаква да надмине раждаемостта в по-развитите държави със 73 милиона през 2005 – 2050 г., нарастването на населението в тези региони ще бъде основно поради международна миграция.
- В периода 2000 – 2005 г. нетната миграция в 28 страни или възпира спада на населението или поне удвоява приноса на естествения прираст.
- Раждаемостта спада в малък процент в развиващите се страни, докато населението в много развити страни спада без миграция.[63]

### Градско разрастване
През 1800 г. едва 3% от световното население живее в градове. През 20 век този процент е вече 47%. През 1950 г. съществуват 83 града с население над 1 милиона, но през 2007 г. това са вече 468 агломерации с над 1 милион жители. Ако тази тенденция продължава, то световното градско население ще се удвоява на всеки 38 години, според изследователи. ООН прогнозира, че днешното градско население от 3,2 милиарда ще се покачи до близо 5 милиарда през 2030 г., когато 3 от 5 души ще живеят в градове.
Растежът ще е най-драстичен в най-бедните и най-слабо урбанизирани континенти, Азия и Африка. Проекциите сочат, че по-голямата част от градското разрастване през следващите 25 години ще е в развиващите се страни. Един милиард души, една седма от световното население или една трета от градското население, днес живее в бедняшки квартали, на които се гледа като на „размножителни площадки“ за социални проблеми като безработица, бедност, престъпност, наркотици, алкохолизъм и други. В много бедни страни бедняшките квартали проявяват високи нива на болести, поради нехигиенични условия, недохранване и липса на базово здравеопазване.
През 2000 г. на Земята съществуват 18 мегаграда – конурбации като тези на Токио, Пекин, Гуанджоу, Сеул, Карачи, Мексико сити, Мумбай, Сао Пауло, Лондон и Ню Йорк, които имат населението над 10 милиона жители. Голямо Токио вече има население от над 35 милиона – повече от населението на Канада.
Според Far Eastern Economic Review, само Азия ще има поне 10 хиперграда към 2025 г., тоест градове с над 19 милиона жители, включително Джакарта (24,9 милиона), Дака (25 милиона), Карачи (26,5 милиона), Шанхай (27 милиона) и Мумбай (33 милиона). Лагос е нараснал от 300 000 през 1950 г. до около 21 милиона в днешно време. Китайски експерти прогнозират, че китайските градове ще бъдат населяване от около 800 милиона души към 2020 г.

## Причини
В историческа перспектива, научно-техническите революции съвпадат с увеличението на населението. Има три големи технологични революции – на сечивата, на селското стопанство и индустриалната, като всичките те допринасят с по-голям достъп до храна, което води до взривно увеличение на населението. Например, използването на сечива и инструменти като лъкове и стрели предоставя на първобитните ловци по-широк достъп до високоенергийни храни (животинско месо). По подобен начин преминаването към селско стопанство преди около 10 000 години многократно увеличава хранителните запаси, които се използват за да издържат повече хора. Производството на храна допълнително се увеличава след индустриалната революция като машини, торове, хербициди и пестициди позволяват обработването на повече земя и по-големи добиви. В днешно време гладът се причинява от икономически и политически сили, а не поради липса на начини за производство на храна.
Значителни увеличения на човешкото население настъпват, когато раждаемостта надминава смъртността за продължителни периоди от време. Обикновено плодовитостта се влияе строго от културни и социални норми, които са по-скоро стабилни и следователно бавно адаптиращи се към промени в социалните, технологичните и екологичните условия. Например, когато смъртността намалява през 19 и 20 век в резултат на подобрената хигиена, детските имунизации и други пробиви в медицината, плодовитостта не спада, което води до значително увеличение в населението. До 1700-те години 7 от 10 деца умират преди да достигнат репродуктивна възраст. Днес, над 9 от 10 деца, родени в индустриализирани страни, достигат напреднала възраст.
Има строго съотношение между свръхнаселението и бедността. Изобретяването на оралните контрацептиви и други съвременни методи за контрацепция довеждат до драстично намаляване на броя деца на домакинство във всички, освен в най-бедните страни.
Селското стопанство издържа човешката популация през годините още от праисторическо време, когато селскостопанските методи са разработени за пръв път. Исторически, хората използват околната среда, използвайки най-достъпните и лесни ресурси първо. Най-плодородните земи са обработвани първи, както и най-богатите рудни находища се разработват първи. Според експерти, свръхнаселението изисква все по-креативни, скъпи и деструктивни начини за експлоатация на все по-труднодостъпните и с по-ниско качество естествени ресурси за задоволяване нуждите на потребителите.

## Демографски преход
Теорията на демографския преход твърди, че след като жизненията стандарт и продължителността на живота се покачват, размерът на семействата и раждаемостта намаляват. Въпреки това, нови данни сочат, че след определено ниво на развитие (ИЧР ≥ 0,86) плодовитостта отново се увеличава.
Цитирани фактори в старата теория включват социални фактори като възраст на сключване на брак, нарастващото желание на много жени да търсят кариера извън отглеждането на деца и домашна работа и намалената нужда от деца в индустриализирана среда. Последният фактор произлиза от факта, че децата вършат много работа в малки селскостопански общества и работят по-малко в индустриализираните.
Много държави имат висока раждаемост, но нисък коефициент на плодовитост, тъй като голямата раждаемост в миналото обръща възрастовата демография към по-малка възраст, така че населението все още се покачва, докато многобройното младо поколение достигне зрялост. „Демографски капан“ е понятие, развито от Морис Кинг, изследовател в Лийдския университет, който постулира, че този феномен настъпва, когато страна има население, по-голямо от емкостта на страната, няма възможност за миграция и изнася прекалено малко, за да може да внася храна. Това води до глад. Той твърди, че много субсахарски държави са или ще попаднат в „демографски капан“, вместо да имат демографски преход.
За света като цяло, броят деца, родени от жена, е намалял от 5,02 до 2,65 между 1950 и 2005 г. Цифрите по региони са следните:
- Европа – 2,66 → 1,41
- Северна Америка – 3,47 → 1,99
- Океания – 3,87 → 2,30
- Централна Америка – 6,38 → 2,66
- Южна Америка – 5,75 → 2,49
- Азия (без Близкия Изток) – 5,85 → 2,43
- Близък Изток и Северна Африка – 6,99 → 3,37
- Субсахарска Африка – 6,7 → 5,53

Изключвайки наблюдаваното обръщане в намаляването на плодовитостта за високо развитие, оценената световна цифра за деца, родени от жена, за 2050 г. ще е около 2,05. Само Близкия Изток, Северна Африка (2,09) и Субсахарска Африка (2,61) ще имат по-големи цифри от 2,05.

## Последици от човешката пренаселеност
Общото влияние на човечеството върху планетата зависи от много фактори освен населението. Начинът на живот (включващ общото благоденствие и използването на ресурсите) и замърсяването (включително въглеродния отпечатък) са също толкова важни. През 2008 г. Ню Йорк Таймс заявява, че жителите на развитите страни по света консумират ресурси като петрол и метали със скорост почти 32 пъти по-висока от тези в развиващите се страни, които са мнозинството от човешкото население.
Някои проблеми, свързани с или изострени от човешката свръхнаселеност и свръхконсумация са:
- Недостатъчно прясна вода за пиене или за обработване на отходните води. Някои държави като Саудитска Арабия използват енергийно скъпа десалинизация, за да решат проблема с недостига на прясна вода.[86][87]
- Изчерпване на естествените ресурси, особено изкопаеми горива.[88]

- Повишени нива на замърсяване на въздуха, замърсяване на водите, замърсяване на почвата и шумово замърсяване. Веднъж щом една страна се е индустриализирала и е станала богата, комбинация от правителствена регулация и технологични нововъведения спомагат за значителното намаляване на замърсяването, дори когато замърсяването продължава да расте.[89]
- Обезлесяване и загуба на екосистеми,[90] които имат голям принос към глобалния баланс на атмосферен кислород и въглерод диоксид; около осем милиона хектара се губят всяка година.[91]
- Промени в атмосферния състав и последващо глобално затопляне.[92][93][94]
- Загуба на обработваема земя и увеличаване на опустиняването.[95] Ходът на обезлесяването и опустиняването може да се обърне, като се приемат права за собственост, като тази политика е успешна, дори когато населението продължава да расте.[96]
- Масови измирания и намаляващо биоразнообразие[97][98][99][100][101] от намален хабитат в тропическите гори, особено в бързо разрастващи се селски популации; днешната скорост на измиране може да достига 140 000 загубени вида на година.[102] Биоразнообразието би продължило да расте експоненциално, ако няма човешко влияние.[103] Много експерти твърдят, че нарастващото човешко население е един от основните фактори за изчезването на много видове и намаляването на биоразнообразието.[104][105][106]
- Високи нива на детска смъртност.[107]
- Интензивно животинско селско стопанство за да се издържа многобройното население. Това води до заплахи, сред които еволюция и разпространение на бактерии, устойчиви на антибиотици, превишено замърсяване на въздуха и водата и нови вируси.
- Повишен риск от пламване на епидемии и пандемии.[108] Поради много екологични и социални причини, включително пренаселени жизнени условия, недохранване и недостатъчно, недостъпно или несъществуващо здравеопазване, бедните са най-склонни към инфекциозни болести.[109]
- Глад, недохранване или бедна диета и свързани с тях болести (например рахит). Все пак, богатите страни с голяма гъстота на населението нямат глад.
- Бедност, комбинирана с инфлация в някои региони, водещи до ниско ниво на капиталообразуване. Бедността и инфлацията се влошават от лоши правителствени и икономически политики. Много държави с голяма гъстота на население са елиминирали абсолютната бедност и поддържат нивата на инфлация много ниски.[110]
- Малка продължителност на живота в държави с бързо растящо население.[111]
- Нехигиенични жизнени условия, базирани на изчерпване на водните ресурси, изхвърляне на отпадни води и твърди отпадъци.[112] Все пак, този проблем може да бъде намален чрез инсталирането на канализация. Например, след като Карачи се сдобива с канализация, нивото на детска смъртност спада значително.[113]
- Повишена престъпност, поради наркокартели и увеличени кражби от хора, крадящи ресурси за да оцелеят.[114]
- Конфликти покрай оскъдни ресурси и пренаселеност, водещи до повишен риск от война.[115]
- По-малко лична свобода и по-ограничителни закони. Законите регулират и оформят политиката, икономиката, историята и обществото и служат като посредник на връзките и взаимоотношенията между хората. Колкото е по-голяма гъстотата на населението, толкова по-чести стават такива взаимодействия и следователно се развива нужда от повече закони и/или по-ограничителни закони, за да се регулират тези взаимодействия. През 1958 г. Олдъс Хъксли спекулира, че демокрацията е застрашена от пренаселеността и може да доведе до тоталитарни правителства.[116]

Много биолози и социолози гледат на пренаселеността като на сериозна заплаха за качеството на човешкия живот.